# Râul Valea Rogojinii
Râul Valea Rogojinii este un curs de apă, afluent al Pârâului Moale. 